# Lapsang souchong
A Lapsang Souchong egy fekete tea fajta, ami eredetileg a kínai Fujian tartomány Wuyi régiójából származik. Néha a füstölt teaként emlegetik. A Lapsangot az különbözteti meg minden más típusú teától, hogy a Lapsang leveleket hagyományosan fenyőfa tűzön füstölik, ami megkülönböztető füstös ízt kölcsönöz az ezekből a levelekből készült teának.
A név Fukienese nyelven azt jelenti, hogy "füstös fajta", illetve pontosabban "füstös al-fajta." Lapsang Souchong a Wuyi Bohea teacsaládba tartozik. A teához egy történet is köthető: a tea a Qing-korszakban jött létre, amikor a hadseregek áthaladása késleltette Wuyi hegyekben a tealevél éves szárítását. Hogy kielégítsék a keresletet, a tealevelek termelői felgyorsították a szárítási folyamatot, úgy, hogy munkásaikkal a tealeveleket a helyi fenyvesek fáiból rakott tűz fölött száríttatták.
Az eredeti forrásból származó Lapsang Souchong egyre drágább, mivel Wuyi kis területű régió, és egyre nő az érdekelődés az itt termesztett eredeti Lapsang Souchong iránt.

## Íze

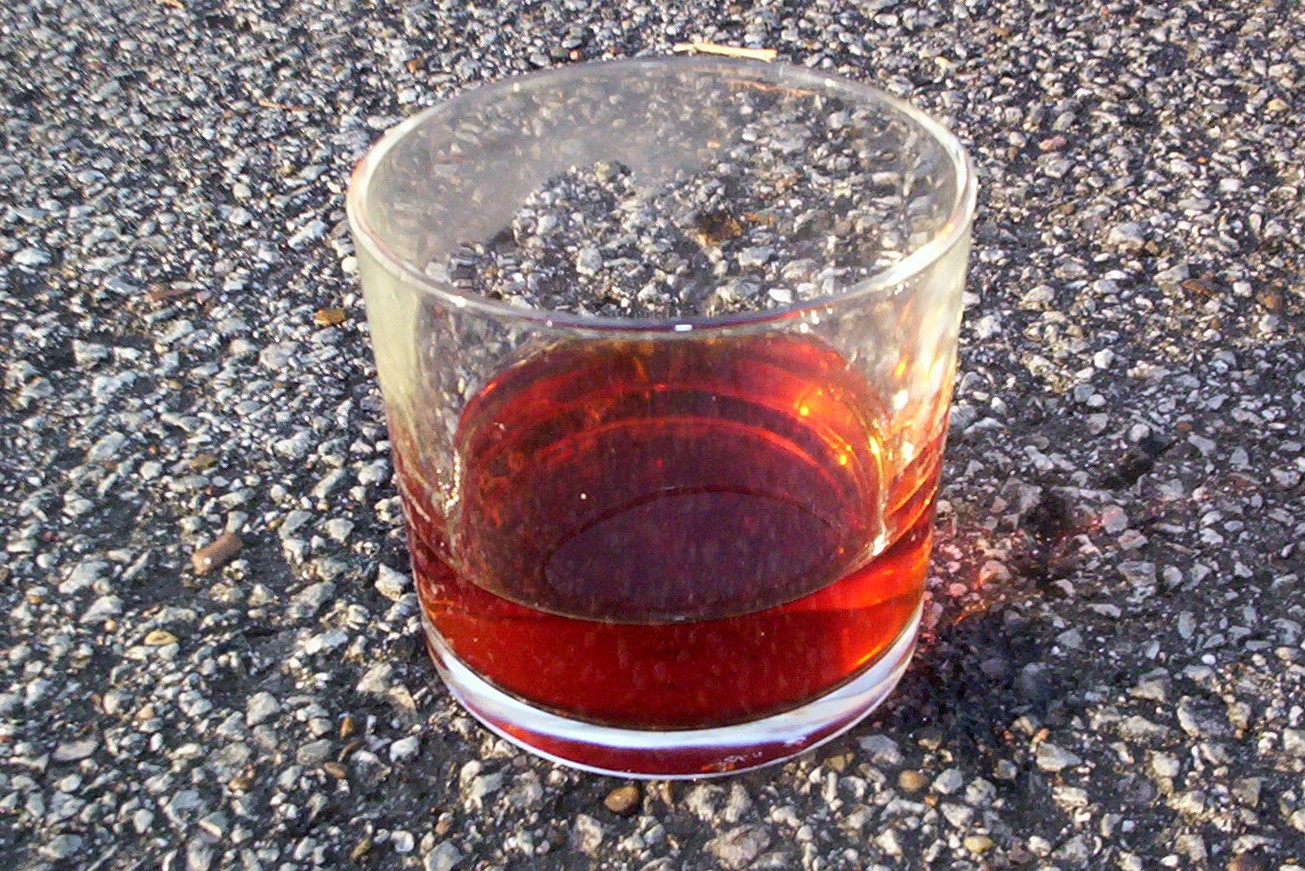
A Lapsang souchong fekete tea színe gazdag.

A Lapsang souchong illata erős és füstös, ami hasonló a tábortűz vagy Latakia pipadohány illatához. Az íze a fenyőfa füstjére emlékeztet, amely kiegészíti a fekete tea természetes ízét, de nem nyomja el azt.
A nyugatiakkal kereskedő teaárusok megjegyezték, hogy ennek a teafajtának a megítélése általában meglehetősen szélsőséges - a legtöbb vélemény vagy rendkívül pozitív vagy erősen negatív.

## Kulináris felhasználásai
Lapsang Souchong füstös ízt kölcsönöz kemencében sült bordának akkor is, amikor porhanyós sült elkészítése érdekében azt alacsony hőmérsékletű sütőben készítik. Kitűnő minősége következtében a kínai szakácsok számos élelmiszert füstölnek a parázsló teafű füstjénél.